# 张御宇
张御宇（Teo Ee Yi，1993年4月4日—），馬來西亞男子羽毛球运动员。

## 簡歷
2010年3月，张御宇代表马来西亚参加本国举办的亞洲青年羽毛球錦標賽，助马来西亚队赢得混合團體亚军；此外，还与青年期的方威捷赢得亚青赛男子双打铜牌。同年4月，他再次参加墨西哥瓜達拉哈拉舉行的世界青年羽毛球錦標賽，助马来西亚队赢得混合團體季军；此外，还与青年期的方威捷贏得世青赛男子双打季軍。
2011年7月，张御宇代表马来西亚参加印度勒克瑙举办的亞洲青年羽毛球錦標賽，助马来西亚队赢得混合團體亚军；此外，还与青年期的方威捷赢得亚青赛男子双打铜牌。同年10月，他再次参加臺灣桃園舉行的世界青年羽毛球錦標賽，助马来西亚队赢得混合團體冠军；而与青年期的方威捷赢得世青赛男子双打金牌，俩人亦是第七位赢得该项目的马来西亚组合。
2012年4月，张御宇与方威捷出战法國羽毛球國際賽，在男双準决赛以1比2（23-21、15-21、19-21）不敌赛会4号种子、德国强档的安德烈亚斯·海因茨/麦克斯·施文格尔。同期4月，他与方威捷出战荷蘭羽毛球國際賽，在男双决赛以2比1（19-21、21-13、21-9）击败了赛会3号种子、荷兰强档的约瑞特·德鲁伊特/戴夫·胡达巴克什，夺得其首个國際挑戰賽男双冠军。同年11月，他与师长的吴伟申出战馬來西亞羽毛球國際挑戰賽，在男双决赛以2比0（21-15、21-12）击败了队友的劉雋程/Tan Yip Jiun，赢得国际赛冠军。
2013年2月，张御宇与方威捷出战奧地利羽毛球國際挑戰賽，在男双準决赛以1比2（21-18、13-21、20-22）不敌赛会6号种子、日本强档的佐伯祐行/垰畑亮太。同年4月，他与方威捷出战芬蘭羽毛球公開賽，在男双决赛以2比0（21-14、21-12）击败了队友的Mohd Lutfi Zaim Abdul Khalid/陈伟源，赢得国际赛冠军。同年11月，他与徐家铭出战馬來西亞羽毛球國際挑戰賽，在男双决赛以0比2（15-21、13-21）不敌赛会7号种子、印尼强档的西华努斯·盖尔/阿尔弗兰·埃科·普拉塞特亚，赢得亚军。
2015年1月，张御宇与陈伟源出战泰國羽毛球國際挑戰賽，在男双準决赛以0比2（24-26、19-21）不敌赛会4号种子、印尼强档的安加·普拉塔玛/里奇·卡兰达·苏华迪。同年9月，他与陈伟源出战越南羽毛球國際系列賽，在男双準决赛以1比2（23-21、21-23、10-21）不敌赛会3号种子、印尼强档的Hantoro/里安·斯瓦斯泰迪安。
2016年3月，张御宇改与王耀新出战葡萄牙羽毛球國際賽，在男双决赛以2比0（21-17、24-22）击败了越南的杜俊德/范鴻南，赢得国际赛冠军。同期3月，他与王耀新出战羅馬尼亞羽毛球國際賽，在男双决赛以2比0（21-13、21-9）击败了赛会2号种子、克罗地亚的兹沃尼米尔·杜尔金雅克/兹沃尼米尔·霍尔布林，赢得国际赛冠军。同年5月，他与王耀新出战越南羽毛球國際挑戰賽，在男双决赛以2比0（21-19、21-14）击败了日本强档的三橋健也/渡邊勇大，赢得国际赛冠军。同年11月，他与王耀新出战碧特博格羽毛球黃金大獎賽，在男双决赛以2比0（21-16、21-18）击败了赛会8号种子、德国强档的麦克·福克斯/约翰尼斯·斯科特勒，夺得其首个黃金大獎賽男双冠军。
2017年8月，张御宇与王耀新出战紐西蘭羽毛球黃金大獎賽，在男双决赛以0比2（16-21、18-21）不敌赛会头号种子、中华台北强档的陳宏麟/王齊麟，赢得亚军。同期8月，他代表马来西亚参加本国举办的東南亞運動會羽毛球比賽，助马来西亚队赢得男子團體亚军；而与搭档王耀新的男双决赛以1比2（19-21、22-20、17-21）不敌赛会4号种子、泰国强档的革德倫·吉丁努蓬/德差蓬·保烏拉努科，赢得东运会男子双打银牌。
2020年1月，张御宇与王耀新出战泰国羽毛球大师赛超级300赛，在男双决赛以2比1（18-22、21-17、21-17）挫败中国组合黄凯祥/刘成，赢得2020年首个世界巡迴赛冠军。

### 2021年 世锦赛季軍
2021年12月，王耀新与張御宇做为自由人出战2021年世界羽毛球锦标赛，在男双八强以2比1（12-21 21-17 21-15）首次戰勝中華台北奧運冠軍李洋/王齊麟，打入半決賽。次日，大馬男雙王耀新/張御宇兩局（13-21 9-21）不敵世界排名第四的日本組合保木卓朗/小林優吾，止步半決賽。為馬來西亞貢獻了一枚銅牌。

## 主要比賽成績
| 年份   | 赛事                     | 公开赛级别 | 项目     | 搭档   | 成绩   |
| ------ | ------------------------ | ---------- | -------- | ------ | ------ |
| 2010年 | 亞洲青年羽毛球錦標賽     | 其他       | 混合團體 | -      | 亞軍   |
| 2010年 | 亞洲青年羽毛球錦標賽     | 其他       | 男子雙打 | 方威捷 | 季軍   |
| 2010年 | 世界青年羽毛球錦標賽     | 其他       | 混合團體 | -      | 季軍   |
| 2010年 | 世界青年羽毛球錦標賽     | 其他       | 男子雙打 | 方威捷 | 亞軍   |
| 2011年 | 亞洲青年羽毛球錦標賽     | 其他       | 混合團體 | -      | 亞軍   |
| 2011年 | 亞洲青年羽毛球錦標賽     | 其他       | 男子雙打 | 方威捷 | 季軍   |
| 2011年 | 世界青年羽毛球錦標賽     | 其他       | 混合團體 | -      | 冠軍   |
| 2011年 | 世界青年羽毛球錦標賽     | 其他       | 男子雙打 | 方威捷 | 冠軍   |
| 2012年 | 法國羽毛球國際賽         | 國際系列賽 | 男子雙打 | 方威捷 | 準決賽 |
| 2012年 | 荷蘭羽毛球國際賽         | 國際挑戰賽 | 男子雙打 | 方威捷 | 冠軍   |
| 2012年 | 馬來西亞羽毛球國際挑戰賽 | 國際挑戰賽 | 男子雙打 | 吴伟申 | 冠軍   |
| 2013年 | 奧地利羽毛球國際挑戰賽   | 國際挑戰賽 | 男子雙打 | 方威捷 | 準決賽 |
| 2013年 | 芬蘭羽毛球公開賽         | 國際挑戰賽 | 男子雙打 | 方威捷 | 冠軍   |
| 2013年 | 馬來西亞羽毛球國際挑戰賽 | 國際挑戰賽 | 男子雙打 | 徐家铭 | 亞軍   |
| 2015年 | 泰國羽毛球國際挑戰賽     | 國際挑戰賽 | 男子雙打 | 陈伟源 | 準決賽 |
| 2015年 | 越南羽毛球國際系列賽     | 國際系列賽 | 男子雙打 | 陈伟源 | 準決賽 |
| 2016年 | 葡萄牙羽毛球國際賽       | 國際系列賽 | 男子雙打 | 王耀新 | 冠軍   |
| 2016年 | 羅馬尼亞羽毛球國際賽     | 國際系列賽 | 男子雙打 | 王耀新 | 冠軍   |
| 2016年 | 湯姆斯盃                 | 其他       | 男子團體 | －     | 季軍   |
| 2016年 | 越南羽毛球國際挑戰賽     | 國際挑戰賽 | 男子雙打 | 王耀新 | 冠軍   |
| 2016年 | 碧特博格羽毛球黃金大獎賽 | 黃金大獎賽 | 男子雙打 | 王耀新 | 冠軍   |
| 2017年 | 紐西蘭羽毛球黃金大獎賽   | 黃金大獎賽 | 男子雙打 | 王耀新 | 亞軍   |
| 2017年 | 東南亞運動會羽毛球比賽   | 其他       | 男子團體 | －     | 銀牌   |
| 2017年 | 東南亞運動會羽毛球比賽   | 其他       | 男子雙打 | 王耀新 | 銀牌   |
| 2018年 | 亞洲羽毛球團體錦標賽     | 其他       | 男子團體 | －     | 季軍   |
| 2019年 | 馬來西亞羽毛球大師賽     | 超級500賽  | 男子雙打 | 王耀新 | 亞軍   |
| 2019年 | 東南亞運動會羽毛球比賽   | 其他       | 男子團體 | －     | 銀牌   |
| 2019年 | 東南亞運動會羽毛球比賽   | 其他       | 男子雙打 | 王耀新 | 銅牌   |
| 2020年 | 泰國羽毛球大師賽         | 超級300賽  | 男子雙打 | 王耀新 | 冠軍   |
| 2020年 | 亞洲羽毛球團體錦標賽     | 其他       | 男子團體 | －     | 亞軍   |
| 2021年 | 印尼羽毛球大師賽         | 超級750賽  | 男子雙打 | 王耀新 | 準決賽 |
| 2021年 | 世界羽聯世界巡迴賽總決賽 | 總決賽     | 男子雙打 | 王耀新 | 準決賽 |
| 2021年 | 世界羽毛球錦標賽         | 其他       | 男子雙打 | 王耀新 | 季軍   |
| 2022年 | 印度羽毛球公開賽         | 超級500賽  | 男子雙打 | 王耀新 | 準決賽 |
| 2022年 | 丹麥羽毛球公開賽         | 超級750賽  | 男子雙打 | 王耀新 | 準決賽 |
| 2022年 | 澳洲羽毛球公開賽         | 超級300賽  | 男子雙打 | 王耀新 | 亞軍   |
| 2022年 | 世界羽聯世界巡迴賽總決賽 | 總決賽     | 男子雙打 | 王耀新 | 準決賽 |
| 2023年 | 瑞士羽毛球公開賽         | 超級300賽  | 男子雙打 | 王耀新 | 準決賽 |
| 2023年 | 亞洲羽毛球錦標賽         | 其他       | 男子雙打 | 王耀新 | 亞軍   |
| 2023年 | 蘇迪曼盃                 | 其他       | 混合團體 | －     | 季軍   |
| 2023年 | 台北羽球公開賽           | 超級300賽  | 男子雙打 | 王耀新 | 準決賽 |
| 2023年 | 日本熊本羽毛球大師賽     | 超級500賽  | 男子雙打 | 王耀新 | 準決賽 |
| 2024年 | 德國羽毛球公開賽         | 超級300賽  | 男子雙打 | 王耀新 | 準決賽 |
| 2024年 | 中國羽毛球公開賽         | 超級1000賽 | 男子雙打 | 王耀新 | 準決賽 |
| 2025年 | 日本羽毛球公開賽         | 超級750賽  | 男子雙打 | 王耀新 | 準決賽 |

| 2007-2017年 | 首要超級賽 | 超級賽 | 黃金大獎賽 | 大獎賽 | 國際挑戰賽 | 國際系列賽 | 未來系列賽 | 其他 |

| 2018-2026年 | 總決賽 | 超級1000賽 | 超級750賽 | 超級500賽 | 超級300賽 | 超級100賽 | 國際挑戰賽 | 國際系列賽 | 未來系列賽 | 其他 |

### 奧運會和世錦賽參賽紀錄
|          | 搭檔   | 2018 | 2019 | 2020 | 2021 | 2022 | 2023 |
| -------- | ------ | ---- | ---- | ---- | ---- | ---- | ---- |
| 男子雙打 | 王耀新 | 32強 | 32強 | －   | 季軍 | 32強 | 16強 |